# Pepe Deluxé
Pepe Deluxé ist eine finnische Band. Ihre stilistische  Bandbreite erstreckt sich von Trip-Hop und Big Beat bis hin zu Pop und Rock; ergänzt um einige artverwandte Spielarten wie Turntablism und Psychedelic.

## Werdegang
Im Jahr 1996 kamen James Spectrum (Jari Salo), JA-Jazz (Tomi Paajanen) und DJ Slow (Vellu Maurola) im finnischen Helsinki zum Trio Pepe Deluxé zusammen. DJ Slow und JA-Jazz verließen die Band in den Jahren 2001 beziehungsweise 2008. Ebenfalls im Jahr 2008 trat Paul Malmström der Band bei und bildet seitdem mit James Spectrum das Duo Pepe Deluxé. Wohl auch bedingt durch diese personellen Wechsel veränderte sich der Sound der Band im Laufe der Jahre von vor allem elektronisch erzeugter hin zu überwiegend live eingespielter Musik.

## Musik
Eine der ersten Veröffentlichungen von Pepe Deluxé war der Song Call Me Goldfinger, der auf der Kompilation Return of the D.J. Vol. II erschien. Außerdem remixten sie in ihrer Frühphase Burning Down the House von Tom Jones und den Cardigans; eine Coverversion, im Original von den Talking Heads. Bei beiden Songs ist die Technik des Scratchings recht dominant.
Auch auf ihrem ersten Album, Super Sound, wird gescracht. Es besteht im Wesentlichen aus Samples, unter anderem aus den Genres des Blues, des Soul und des Funk. Wegen dieser vielen Samples, generiert vor allem aus Schallplatten von Garagenverkäufen und Trödelmärkten, wurde Super Sound in drei unterschiedlichen Versionen veröffentlicht, um so in den verschiedenen Ländern, in denen es publiziert wurde, Probleme mit dem Urheberrecht zu umgehen.
Beatitude, das zweite Album, enthält ebenfalls Samples. Gleichzeitig aber sind Instrumente ein wichtiges Element. Pepe Deluxé luden für Beatitude zahlreiche Gastmusiker ein, so dass an den Aufnahmen mehr als 30 Personen beteiligt waren. Die spielten unter anderem Gitarren, Bässe, Schlagzeuge, Keyboards, Blas- und Streichinstrumente ein. Außerdem sind verschiedene Sängerinnen und Sänger zu hören. Viele der von diesen Musikern eingespielten Parts sind allerdings so produziert, dass sie wiederum wie Samples von Aufnahmen aus den 1960er und ′70er Jahren klingen.
Bei ihrem dritten Album, Spare Time Machine, verzichteten Pepe Deluxé schließlich ganz auf Samples von anderen Musikern. Aber auch bei diesem Album verfolgten sie das Konzept, die Aufnahme so klingen zu lassen, als ob sie aus den ′60er Jahren stamme. Daher spielten sie Spare Time Machine zunächst auf Kassetten ein, um sich dann bei der Abmischung selbst zu sampeln. Der daraus resultierende Vintage-Sound wird noch dadurch verstärkt, dass sie für die Aufnahmen der einzelnen Songs teilweise zeitgenössische Instrumente verwendeten. Zusätzlich kamen exotische Instrumente wie Marimbas und Marxophone zum Einsatz.
Auf ihrem vierten Album, Queen of the Wave, einem Konzeptalbum zum Thema Atlantis, sind noch außergewöhnlichere Klänge zu hören: Pepe Deluxé spielen die Great Stalacpipe Organ – das größte Instrument der Welt.

## Trivia
Für das Computerspiel Angry Birds Go! komponierten Pepe Deluxé den Soundtrack.
Der Song Salami Fever vom Album Beatitude wurde von der Band The Prodigy für den Song Take Me to the Hospital vom Album Invaders Must Die gesampelt.
In einem Werbespot für Jeans der Firma Levi′s ist der Song Before You Leave zu hören, der auf dem Album Super Sound unter dem Titel Woman in Blue enthalten ist.
Sämtliche Einnahmen aus dem Verkauf von Queen of the Wave spenden Pepe Deluxé der John-Nurminen-Stiftung, die sich unter anderem für eine saubere Ostsee einsetzt.
Ron “The Hedgehog” Jeremy, ein Pornodarsteller, verpflichtete sich vertraglich, die Produktion des fünften Albums mitzufinanzieren. Als Gegenleistung spielten Pepe Deluxé eine EP mit Funk für ihn ein – limitiert auf ein einziges Exemplar.

## Diskografie

### Studioalben
- Super Sound (Catskills Records, 1999)
- Beatitude (Catskills Records, 2003)
- Spare Time Machine (Catskills Records, 2007)
- Queen of the Wave (Catskills Records, 2012)
- Phantom Cabinet Vol. 1 (Catskills Records, 2021)

### Kompilationen
- Call Me Goldfinger – Return of the D.J. Vol. II (Bomb Hip-Hop Records, 1997)

### Remixe
- Burning Down the House – Tom Jones & The Cardigans (Gut Records, 1999)